# Plage de Gianiskari
La Plage de Gianiskari (en grec Παραλία Γιανισκάρι) est le nom d'une plage de sable située à proximité du village d'Akrotirio Araxou, dans le nord-ouest du Péloponnèse, en Grèce. Le mot « Gianiskari » est une paraphrase du mot « Gialiskari » (Γιαλισκάρι) du mot grec médiéval « Αιγιαλισκάριον », qui est un diminutif du mot « Aigialos » (Aἰγιαλός) signifiant bord de mer.

## Description
Elle est située sur la mer Ionienne et c'est la plage accessible au public la plus au nord-ouest du Péloponnèse. La plage se trouve entre deux collines. Les collines et les environs de la plage étaient couverts de chênes kermès et d'autres arbres et arbustes originaires de la région méditerranéenne, mais de multiples incendies de forêt (en 2011, 2012, 2014 et 2017),,, ont détruit complètement les plantations. On accède à la plage par une route en terre battue qui part du village d'Akrotirio Araxou. Pendant les mois d'été, c'est une destination populaire pour les locaux, et on y trouve une petite cantine/bar de plage.
En mai 2018, la plage était recouverte de grandes quantités d'herbiers marins du genre Posidonia oceanica (endémique de la mer Méditerranée) sur une largeur de 5 à 6 mètres.

## Galerie

La plage de Gianiskari (Achaïe, Grèce)
Bord de mer